# Turó de Sant Medir
El Turó de Sant Medir és una muntanya de 354 metres que es troba entre els municipis de Cerdanyola del Vallès i de Sant Cugat del Vallès, a la comarca del Vallès Occidental.